# Daihatsu Copen
El Daihatsu Copen es un pequeño automóvil descapotable japonés con techo retráctil de aluminio fabricado por Daihatsu. Su primera aparición fue en el Salón del Automóvil de Tokio de 2001 con el nombre de Daihatsu OFC-1 concept.
El Copen es un vehículo de la categoría kei japonesa. Por consiguiente sus dimensiones y la cilindrada de su motor están severamente limitadas.

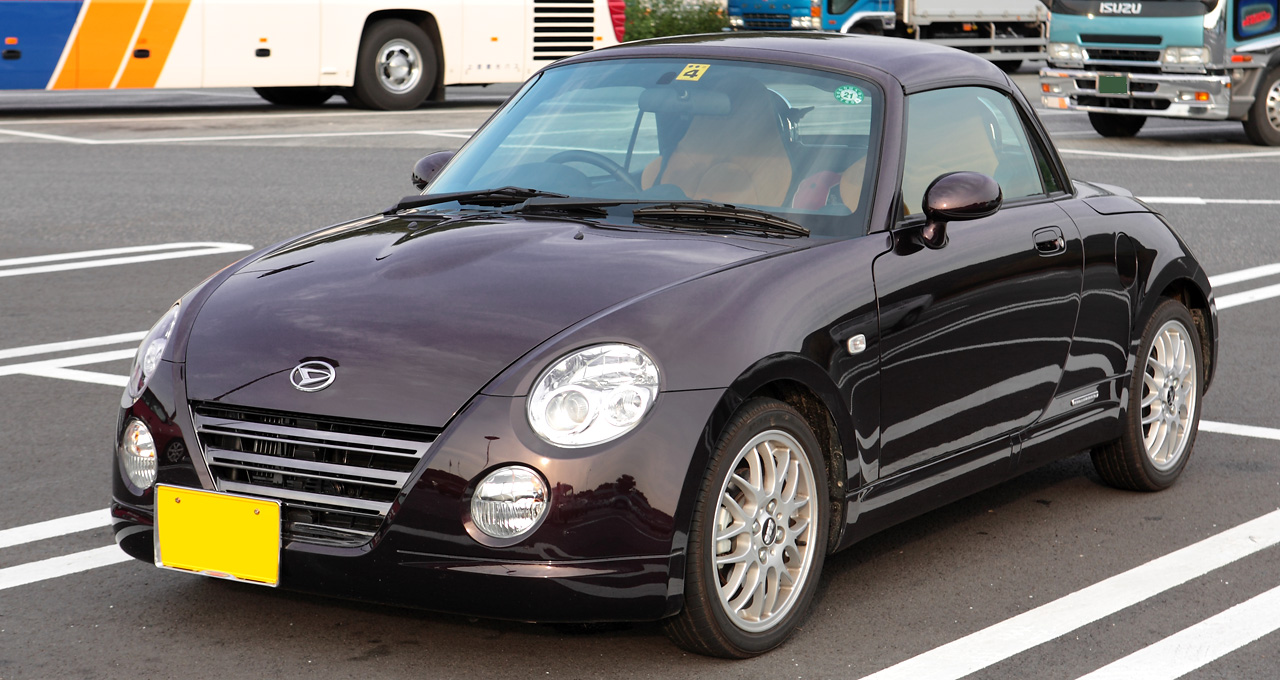
Daihatsu Copen L800 Ultimate Edition II

En la actualidad hay dos generaciones distintas de este modelo. La primera (genéricamente denominada L880) estuvo en producción entre 2002 y 2012. La segunda (LK400) empezó su fabricación en 2014.

## Especificaciones
Modelo L880. 2002-2012. Mercados japonés e internacionales.
Motor JB-DETi
```
   Motor DOHC de 0.66 L (659 cc) de 4 cilindros, con  16 válvulas y turbocompresor
   Potencia máxima — 47 kW (63 hp; 64 PS) @ 6000 rpm
   Torque máximo — 109.83 N⋅m @ 3200 rpm
   Velocidad máxima — 167 km/h (cambio manual de 5 velocidades)
   Velocidad máxima — 159 km/h (cambio automático de 4 velocidades)
   Consumo — 5.4 L/100km
   Aceleración 0–100 km/h — 11.7s (cambio manual)
```

Motor K3-VE. 2006–2011. Mercados internacionales, no disponible en Japón
```
   Motor DOHC de 1.3 L con 16 válvulas
   Potencia máxima — 86 hp (64 kW; 87 PS) @ 6000 rpm
   Torque máximo — 120 N⋅m (89 lb⋅ft) @ 4400 rpm
   Velocidad máxima — 180 km/h (cambio manual de 5 velocidades) - 172 km/h (cambio automático de 4 velocidades)
   Consumo — 6 L/100 km
   Aceleración 0–100 km/h — 9.5 s (MT)
```

Modelo LK400. 2014 - presente. Mercado japonés
Motor KF
```
   Motor de 658 cc de 3 cilindros con 12 válvulas y turbocompresor
   Relación de compresión — 9.5
   Potencia máxima — 47 kW (63 hp, 64 PS) at 6400 rpm
   Torque máximo — 92 N⋅m at 3200 rpm
   Consumo — 4.5 L/100 km (cambio manual) or 4 L/100 km (cambio CVT)
```

Transmisión
```
   Manual — caja de cambios KPMZ de 5 velocidades con relaciones 3.181, 1.842, 1.250, 0.916 y 0.750. Grupo final, 5.545. Neumáticos: 165/50R16.
   CVT — caja KBPZ con relaciones entre 3.327 y 0.628. Grupo final, 4.800. Neumáticos: 165/50R16.
```

Estructura
```
   Motor delantero, tracción delantera
   Pesos — 850 kg (cambio manual) o 870 kg (cambio CVT)
   Distancia entre ejes — 2,230 mm
```

## Apariciones en los medios de comunicación
Aparece en el simulador de conducción para consolas Sony de Gran Turismo, tanto en el 4 prologue, como en el 4, 5 prologue y 5.
También aparece en el programa Top Gear inglés de la temporada 2, capítulo 8.